# Johann Gottlieb Gleditsch
Johann Gottlieb Gleditsch (5 de febrer de 1714 a Leipzig – 5 d'octubre de 1786 a Berlín) va ser un metge i botànic alemany sent un dels pioners del coneixement de la sexualitat de les plantes i de la reproducció de les plantes.
Estudià medicina a Leipzig (1728–35), un dels seus mestres va ser Johann Ernst Hebenstreit (1703–1757). Des de 1742 va donar lliçons de fisiologia, botànica i materia medica a la Universitat de Frankfurt, després va ser professor de botànica a Berlin al Collegium Medico-chirurgicum i director del Jardí Botànic Berlin-Dahlem. Va donar una base científica a la recerca forestal.
En els seus experiments del moviment de les plantes, demostrà la influència dels factors climàtics sobre els òrgans de les plantesi també el paper dels insectes en la pol·linització.
El recorda el gènere botànic Gleditsia (família Fabàcia), i també la revista botànica "Gleditschia". A Berlin-Schöneberg, un carrer es diu Gleditschstraße.

## Obres
- "Consideratio Epicriseos Siegesbeckianae in Linnaei Systema Plantorum Sexuale Et Methodum Botanicam Huic Superstructam", 1740 - dissertació on Gleditsch reconeix la importància del sistema de Linnaeus.
- "Systema plantarum a staminum situ Systema plantarum a staminum situ", 1764.
- Vermischte physicalisch-botanisch-oeconomische Abhandlungen, 1765 -.[5]
- Systematische Einleitung in die neuere, aus ihren eigenthümlichen physikalisch-ökonomischen Gründen hergeleitete Forstwissenschaft (dos volums, 1775) - Sobre aforestació.[2]